# Syneura cocciphila
Syneura cocciphila is een vliegensoort uit de familie van de bochelvliegen (Phoridae). De wetenschappelijke naam van de soort is voor het eerst geldig gepubliceerd in 1895 door Daniel William Coquillett.
Volwassen mannetjes zijn gemiddeld 1,5 mm lang, vrouwtjes iets groter (1,74 mm). Ze zijn donkerbruin tot zwart. De volwassen mannetjes leven 7 tot 24 (gemiddeld 11) dagen, de vrouwtjes 6 tot 19 (gemiddeld 13) dagen (onder laboratoriumomstandigheden).
Ze leggen hun eitjes in schildluizen. De ontwikkeling van ei tot adult duurt ongeveer twintig dagen. De exemplaren waarover Coquillett beschikte waren gekweekt op de gastheersoort Icerya purchasi in Mexico. De larven zijn predatoren van de schildluizen en hun eitjes; dit zou ze bruikbaar kunnen maken voor de biologische bestrijding van schadelijke soorten, zoals Crypticerya multicicatrices, een schildluis die voorkomt in Colombia en zich onder meer met papaya, kokospalm en diverse sierplanten zoals Hibiscus- en Ficussoorten voedt.